# Xhemil Dino
Xhemil Bej Dino (ur. 1894 w Prevezie, zm. 2 lipca 1972 w Madrycie) – albański dyplomata. Był delegatem Albanii na szóste, siódme i ósme Zgromadzenie Ligi Narodów, które odbyły się w latach 1925–1927.
W 1922 objął stanowisko sekretarza generalnego w albańskimi ministerstwie spraw zagranicznych. W 1932 roku został ambasadorem Albanii w Wielkiej Brytanii. Swej misji nie pełnił jednak zbyt długo. Po tym jak jego kochanka popełniła samobójstwo na schodach ambasady Albanii w Londynie, został zmuszony do złożenia rezygnacji. W 1934 poślubił córkę Shefqeta Verlaciego.
Podczas włoskiej okupacji Albanii był ministrem spraw zagranicznych w rządzie Shefqeta Verlaçiego do czasu likwidacji albańskiego ministerstwa spraw zagranicznych w 1939 roku. Dino otrzymał wtedy posadę ambasadora w służbie włoskiej.
Podczas okupacji Grecji przez Państwa Osi w latach 1941–1944 Dino został nominowany Wysokim Komisarzem Czamerii i aktywnie współpracował z siłami włoskimi i niemieckimi.
Zmarł w 1972 roku w Madrycie.